# 히라오카 다쿠
히라오카 다쿠(일본어: 平岡 卓, 1995년 10월 29일~)는 일본의 스노보드 선수이다. 2014년 동계 올림픽 남자 하프파이프 경기에서 동메달을 획득했다.

## 성적

### 올림픽
| 년도 | 대회일   | 장소        | 종목       | 결과 | 메달 |
| ---- | -------- | ----------- | ---------- | ---- | ---- |
| 2014 | 2월 11일 | 러시아 소치 | 하프파이프 | 3위  |      |